# Cryptodoryctes turneri
Cryptodoryctes turneri är en stekelart som beskrevs av Sergey A. Belokobylskij och Donald L.J. Quicke 2000. Cryptodoryctes turneri ingår i släktet Cryptodoryctes och familjen bracksteklar. Inga underarter finns listade i Catalogue of Life.